# Бех, Николай Иванович
Николай Иванович Бех (2 января 1946, д. Бехи Житомирской области Украинской ССР — 3 апреля 2021) — российский промышленник и учёный. Генеральный директор ПО «КамАЗ» в 1987—1991 годах. Президент, генеральный директор ОАО «КАМАЗ» в 1991—1997 годах. C 2003 года — президент ОАО «Звезда-Энергетика». Доктор технических наук, профессор. Заслуженный машиностроитель Российской Федерации (2010).

## Биография
Николай Иванович Бех родился 2 января 1946 года в деревне Бехи Житомирской области в семье кузнеца. После окончания школы работал токарем локомотивного депо.

### Обучение
В 1969 году окончил Киевский политехнический институт по специальности «Автоматизация и комплексная механизация литейного производства». Прошёл обучение в Международной академии бизнеса в Киле (ФРГ).

### Работа
С 1969 по 1980 год работал на Волжском автомобильном заводе в Тольятти, пройдя путь от инженера-технолога до главного инженера металлургического производства. В 1980—1984 годах — директор литейного завода «КамАЗ» в Набережных Челнах. С 1987 по 1997 годы — Первый руководитель ОАО «КАМАЗ» (президент и генеральный директор).
Возглавлял избирательный блок «Гражданский союз» на Выборах в Государственную думу 1993 года.
В 1997—2001 годах являлся советником мэра и правительства Москвы по промышленной политике. С 2001 года работал генеральным директором ОАО «Московская управляющая финансовая компания», в 2001—2002 годах — вице-президент АК «Сибур», в 2002−2003 годах — председатель Совета директоров ОАО «Курганмашзавод».
С июля 2003 года занимал пост генерального директора ОАО «Звезда-Энергетика», производящего автономные дизельные и газовые электростанции.
Являлся вице-президентом Российского Союза промышленников и предпринимателей.
Избирался народным депутатом СССР (1989—1991) от Тукаевского национально-территориального избирательного округа № 642 Татарской АССР.

### Семья
Был женат, имел двух дочерей и 6 внуков.

## Награды
- Орден «За заслуги перед Отечеством» III степени (28 декабря 1995 года) — за заслуги перед государством, большой личный вклад в развитие отечественного автомобилестроения и реализацию экономических реформ[4]
- Орден Трудового Красного Знамени
- Орден Дружбы народов
- Орден «Знак Почёта»
- Медаль Анании Ширакаци (6 декабря 2008 года, Армения) — за значительный вклад в ликвидацию последствий катастрофического землетрясения, произошедшего в Армении в 1988 году, оказание гуманитарной помощи пострадавшим и организацию реабилитационных работ[5]
- Почётное звание «Заслуженный машиностроитель Российской Федерации» (30 июля 2010 года) — за заслуги в области машиностроения и многолетний добросовестный труд[6]
- Лауреат Премии Совета Министров СССР